# Історія Вануату

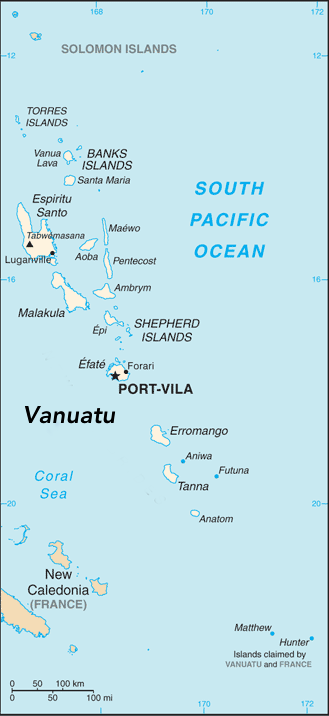
Мапа Вануату

Вануату — країна, розташована на архіпелазі Нові Гебриди в Океанії. Вона відноситься до Меланезії. Як і про решту країн Океанії, світ дізнався про Вануату в часи Доби великих географічних відкриттів.

## Доісторичний період
Першими людьми на островах Вануату згідно з археологічними дослідженнями були представники археологічної культури лапіта. Вони з'явились на північних островах Вануату десь наприкінці 2 тис. до н. е. — близько 1300—1200 рр. до н. е. Пізніше — близько середини 1-го тис. до н. е. на островах з'явились предки сучасного населення Вануату — меланезійці, які поступово витіснили представників культури лапіта — предків сучасних полінезійців на схід — на острови Фіджі, Тонга і Самоа.

## Відкриття європейцями
Вперше острови відкрив іспанський мореплавець Педро Фернандес де Кірос у 1606 р. Він назвав один із них Еспіриту-Санто (Святий Дух). У 1768 р. на островах побував француз Луї Антуан де Бугенвіль. У 1774 р. їх відвідав британець Джеймс Кук і назвав Нові Гебриди, порівнявши їх із шотландськими Гебридськими островами. Починаючи з 1830-х рр. торгівля сандаловим деревом притягувала на острови європейських купців. З'явились християнські місіонери, які зазнавали нападів місцевих жителів. Так, наприклад, у 1839 р. місцеві канібали убили та з'їли англійського протестантського місіонера Джона Вільямса. Своєю чергою, європейці занесли на острови свої хвороби, від яких померло чимало корінного населення.

## Колоніальний період
Нові Гебриди були поставлені під контроль британсько-французької військової комісії 16 листопада 1887 р. 20 жовтня 1906 р. вони стали спільним володінням (кондомініумом цих двох держав. На островах було 2 губернатори — від Франції та від Великої Британії. Під час Другої світової війни у 1940 р. французька влада Нових Гебридів однією з перших французьких колоній перейшла на бік Вільної Франції, а у 1942 р. стала базою коаліційних військ, що воювали проти Японії.
У колоніальний період британська і французька влади набирали місцевих жителів на роботу на плантаціях Австралії, Фіджі, Самоа і Нової Каледонії. Натомість землю скуповували європейці, а на острови завозили робітників — в'єтнамців. У 1963 р. місцеві мешканці створили свою першу політичну організацію — На-Гріамель, яка боролась проти скуповування європейцями більше третини землі на о. Еспіриту-Санто. У 1972 р. англомовні меланезійські протестанти сформували Партія Вануаку. У листопаді 1975 під її тиском скликано перший представницький орган островів — асамблея. 11 січня 1978 р. було сформовано перший уряд Нових Гебридів на чолі з Дж. Калсакау. 22 грудня 1978 р. на цій посаді його заступив священник Жерар Лейманг, а 29 листопада 1979 року — Волтер Ліні.

## Незалежність
30 липня 1980 року проголошено незалежність Республіки Вануату, тоді ж прийнято чинну конституцію держави. Першим президентом став Ж. Калькоа (він прийняв ім'я Аті Сокоману). Наприкінці 1988 р. Сокоману заарештували (за звільнення з посади прем'єр-міністра Волтера Ліні) як державного зрадника. 30 січня 1989 р. президентом став Фредерік Тимаката. У 1993 році циклон завдав країні величезних збитків. Політична ситуація в країні вирізняється нестабільністю: часто змінюються уряди.